# Соболево (Череповецкий район)
Соболево — деревня в Череповецком районе Вологодской области.
Входит в состав Ягановского сельского поселения, с точки зрения административно-территориального деления — в Ягановский сельсовет.
Расстояние по автодороге до районного центра Череповца — 29 км, до центра муниципального образования Яганово — 7 км. Ближайшие населённые пункты — Федорково, Бекетово, Мухино, Митенское.
По переписи 2002 года население — 27 человек (13 мужчин, 14 женщин). Всё население — русские.